# Anne Cornwall
Anne Cornwall (New York, 17 gennaio 1897 – Los Angeles, 2 marzo 1980) è stata un'attrice statunitense.

## Biografia
Debuttò nel 1918, in un film thriller diretto da Robert G. Vignola. Nel 1923, fu una delle protagoniste de La casa delle 4 ragazze, il primo adattamento cinematografico della commedia The Gold Diggers, uno dei successi di Broadway di Avery Hopwood. 
La sua carriera cinematografica copre un arco temporale di quattro decenni, andando dalla fine degli anni dieci fino al 1959. Anne Cornwall appare in cinquantasei film, sia muti che sonori. Fu diretta da Harry Beaumont, Sidney Franklin, William C. de Mille, Frank Capra. Nel 1925, era stata una delle vincitrici del concorso WAMPAS Baby Stars, che premiava le giovani attrici più promettenti dell'anno.
Si sposò due volte: la prima con il regista e sceneggiatore Charles Maigne, la seconda con l'ingegnere Ellis Wing Taylor da cui ebbe un figlio, Peter Taylor.
Morì a Van Nuys, in California il 2 marzo 1980 all'età di ottantatré anni e venne sepolta al Glen Haven Memorial Park di Sylmar, nella contea di Los Angeles.

## Riconoscimenti
- WAMPAS Baby Stars 1925

## Filmografia
La filmografia è completa
- The Knife, regia di Robert G. Vignola (1918)
- In the Hollow of Her Hand, regia di Charles Maigne (1918)
- The Indestructible Wife, regia di Charles Maigne (1919)
- The World to Live In, regia di Charles Maigne (1919)
- The Firing Line, regia di Charles Maigne (1919)
- The Copperhead, regia di Charles Maigne (1920)
- The Path She Chose, regia di Phil Rosen (1920)
- Everything But the Truth, regia di Eddie Lyons e Lee Moran (1920)
- The Girl in the Rain, regia di Rollin S. Sturgeon (1920)
- La La Lucille, regia di Eddie Lyons e Lee Moran (1920)
- The Seventh Day, regia di Henry King (1922)
- La gabbia dorata (Her Gilded Cage), regia di Sam Wood (1922)
- To Have and to Hold, regia di George Fitzmaurice (1922)
- Only 38, regia di William C. de Mille (1923)
- Dulcy, regia di Sidney Franklin (1923)
- La casa delle 4 ragazze (The Gold Diggers), regia di Harry Beaumont (1923)
- Arizona Express, regia di Tom Buckingham (1924)
- 40-Horse Hawkins, regia di Edward Sedgwick (1924)
- Bright Lights, regia di Walter Graham (1924)
- The Roughneck, regia di Jack Conway (1924)
- French Pastry, regia di Harold Beaudine (1925)
- Introduce Me, regia di George Crone (1925)
- The Rainbow Trail, regia di Lynn Reynolds (1925)
- The Wrongdoers, regia di Hugh Dierker (1925)
- Keep Smiling, regia di Albert Austin, Gilbert Pratt (1925)
- The Splendid Crime, regia di William C. de Mille (1925)
- Under Western Skies, regia di Edward Sedgwick (1926)
- The Flaming Frontier, regia di Edward Sedgwick (1926)
- Racing Blood, regia di Frank Richardson (1926)
- Hold Still, regia di William Watson (1926)
- Cool Off!, regia di William Watson (1926)
- Chicken Feathers, regia di Walter Graham (1927)
- The Eyes of the Totem, regia di W. S. Van Dyke (1927)
- The Heart of the Yukon, regia di W.S. Van Dyke (1927)
- Tuo per sempre (College), regia di James W. Horne e, non accreditato, Buster Keaton (1927)
- Scared Pink (1927)
- Fighting Fannie, regia di Robert P. Kerr (1928)
- Half-Back Hannah, regia di Arvid E. Gillstrom (1928)
- Love's Young Scream, regia di William Watson (1928)
- I due ammiragli (Men O'War), regia di Lewis R. Foster (1929)
- The Widow from Chicago, regia di Edward F. Cline (1930)
- La moglie bugiarda (True Confession), regia di Wesley Ruggles (1937)
- L'eterna illusione (You Can't Take It with You), regia di Frank Capra (1938)
- Mr. Smith va a Washington (Mr. Smith Goes to Washington), regia di Frank Capra (1939)
- Triple Justice, regia di David Howard (1940)
- La voce magica (The Climax), regia di George Waggner (1944)
- L'uomo del Sud (The Southerner), regia di Jean Renoir (1945)
- Nessuno mi crederà (They Won't Believe Me), regia di Irving Pichel (1947)
- Isn't It Romantic?, regia di Norman Z. McLeod (1948)
- I bassifondi di San Francisco (Knock on Any Door), regia di Nicholas Ray (1949)
- Nostra Signora di Fatima (The Miracle of Our Lady of Fatima), regia di John Brahm (1952)
- La storia di Tom Destry (Destry), regia di George Marshall (1954)
- Carovana verso il sud (Untamed), regia di Henry King (1955)
- La vita oltre la vita (The Search for Bridey Murphy), regia di Noel Langley (1956)
- La storia di Buster Keaton (The Buster Keaton Story), regia di Sidney Sheldon (1957)
- Il selvaggio e l'innocente (The Wild and the Innocent), regia di Jack Sher (1959)